# El último tren de Gun Hill
El último tren de Gun Hill (Last Train from Gun Hill) es una película estadounidense dirigida por John Sturges y estrenada en 1959.
Los actores principales son Kirk Douglas, Anthony Quinn, Carolyn Jones y Earl Holliman. Douglas y Holliman ya habían aparecido juntos en la película de Sturges Duelo de titanes (Gunfight at the O.K. Corral, 1956), quien utilizó gran parte del mismo reparto. El guion es de James Poe, basado en una historia de Les Crutchfield. La película contiene elementos de High Noon (Solo ante el peligro, Fred Zinnemann, 1952), 3:10 to Yuma (película de 1957) (El tren de las tres y diez, Delmer Daves) y la película de Sturges Bad Day at Black Rock (Conspiración de silencio, 1955).

## Argumento
Una mujer india (Ziva Rodann) vuelve a su pueblo con su hijo después de pasar unos días con su familia. En el camino se encuentran con dos vaqueros que les molestan. Después de unos forcejeos, y tras marcar ella la cara de uno de los agresores con su látigo, se inicia una persecución. Finalmente, el carro de la mujer vuelca y madre e hijo quedan a merced de sus perseguidores. El chico consigue huir en el caballo de uno de los vaqueros, pero su madre no. El chico llega al pueblo en el que su padre, Matt Morgan (Kirk Douglas), es el sheriff, y lo conduce a donde se produjo el ataque, pero cuando llega sólo puede recoger el cadáver de su esposa, a quien los agresores han violado antes de asesinarla. Cuando regresa a casa descubre que la silla de montar del caballo que tomó su hijo le es conocida. La silla pertenece a Craig Belden (Anthony Quinn), un hombre que fue su mejor amigo en el pasado y al que le debe la vida. Morgan viaja a Gun Hill, donde vive Belden, para preguntarle por qué uno de los asesinos de su esposa tenía su silla de montar. Al llegar a la ciudad descubre que Belden es el cacique local y controla Gun Hill, y que uno de los asesinos de su esposa es Rick Belden (Earl Holliman), el propio hijo de su antiguo amigo. Morgan quiere llevar a los criminales ante la justicia, pero tiene en contra a toda la ciudad tras negarse Belden a entregarle a su hijo. Sin embargo, Morgan consigue apresar a Rick e intenta llevarlo a la estación para tomar el último tren. En el hotel donde Morgan se ha refugiado con su prisionero recibe la ayuda de Linda (Carolyn Jones), una antigua amante de Belden, y Rick cae abatido en el tiroteo que se desencadena. Finalmente, Belden y Morgan se encuentran en la estación, justo antes de la salida del tren...

## Reparto
- Kirk Douglas: Matt Morgan
- Anthony Quinn: Craig Belden
- Carolyn Jones: Linda
- Earl Holliman: Rick Belden
- Brad Dexter: Beero el capataz
- Brian G. Hutton: Lee Smithers